# Gwenno Saunders
Gwenno Saunders, anche nota semplicemente come Gwenno (Cardiff, 23 maggio 1981), è una cantautrice gallese.
Dopo aver preso parte al progetto The Pipettes, gruppo indie pop col quale pubblica due album in studio, intraprende una carriera da solista pubblicando quattro dischi apprezzati dalla critica.

## Discografia

### Con The Pipettes
Album in studio
- 2006 – We Are the Pipettes
- 2010 – Earth vs. The Pipettes

### Solista
Album in studio
- 2015 – Y Dydd Olaf (L'ultimo giorno)
- 2018 – Le Kov (Il ricordo)
- 2022 – Tresor
- 2025 - Utopia